# Духовець
Ду́ховець (болг. Духовец) — село в Разградській області Болгарії. Входить до складу общини Ісперих.

## Населення
За даними перепису населення 2011 року у селі проживали 570 осіб, з них 568 осіб (99,8%) — турки.
Розподіл населення за віком у 2011 році:
Динаміка населення: